# Лунник однолетний
Лунник однолетний или лунник двулетний, или лунария однолетняя (лат. Lunaria annua) — травянистое растение, вид семейства Капустные (Brassicaceae). Аборигенный вид Южной Европы; с XVI века культивируется повсеместно в регионах с умеренным климатом как декоративное растение.

## Описание

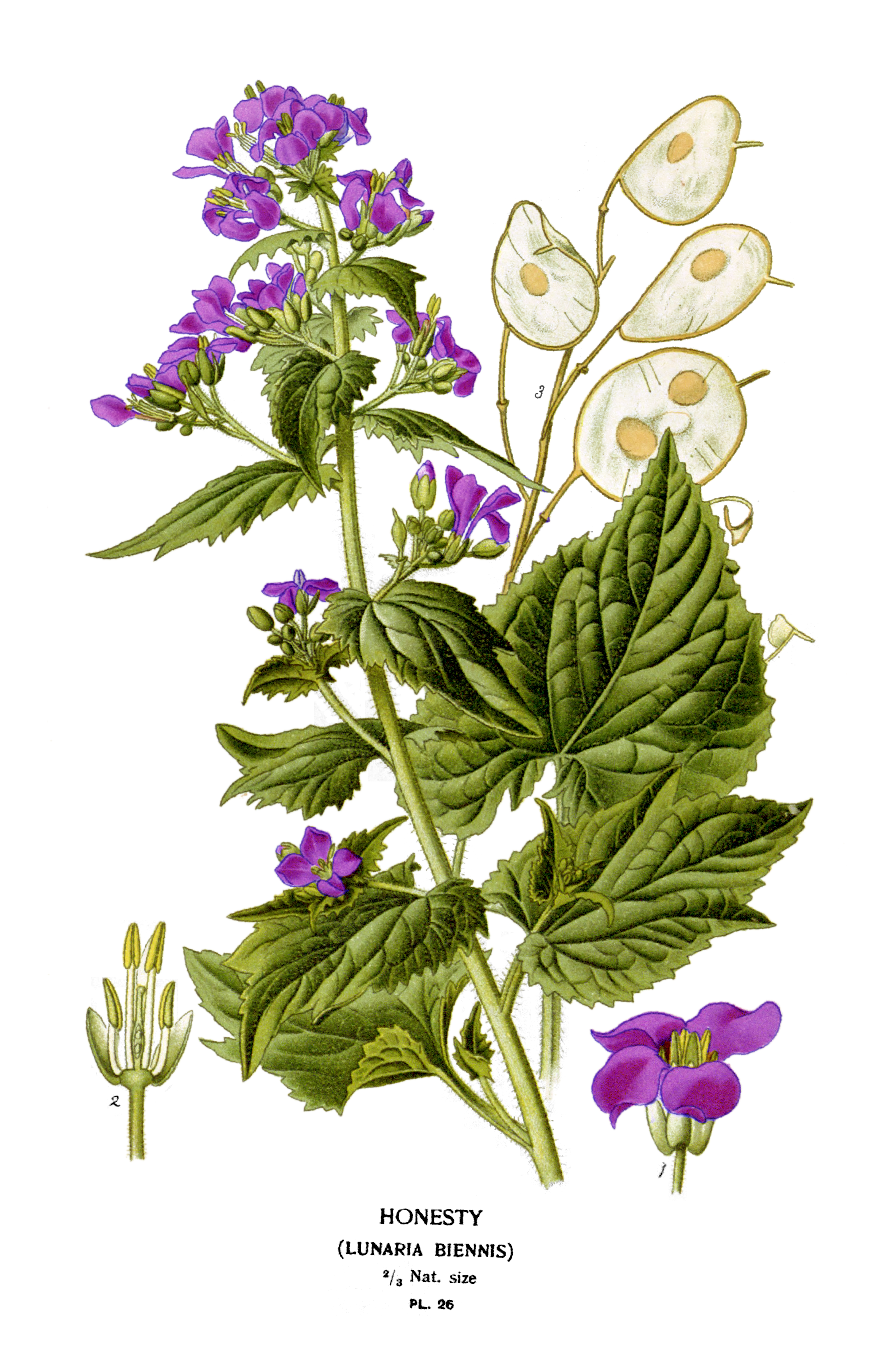

Двухлетнее травянистое растение, высотой до 90 см и шириной до 30 см, с крупными, грубыми, заостренными овальными листьями с заметными зубцами. Стебли прямостоячие, ветвистые. В первый год жизни образуются только прикорневые листья и один или несколько пальцевидных подземных клубней, из которых следующей весной вырастает вертикальный цветоносный побег, из которого в конечном итоге развиваются характерные семенные коробочки. После созревания семян растение погибает.
Листья простые, покрыты волосками, нижние — длинночерешковые, верхние — сидячие.
Цветки гермафродитные, четырёхлепестковые; в отличие от второго вида рода — лунника оживающего (Lunaria rediviva) — не имеют запаха. Четыре пурпурно-фиолетовых или редко розовых или белых лепестка имеют длину 20—25 мм. Цветки собраны в соцветия на верхушке побега.
После созревания образуются эффектные, зелёные или светло-коричневые, полупрозрачные, дискообразные стручки 3—8 см в диаметре. Когда стручок созревает и высыхает, створки на каждой из его сторон легко отваливаются, и семена отпадают от центральной перегородки, которая имеет серебристый блеск и может сохраняться на растении в течение всей зимы в зависимости от погоды.

## Места обитания
Аборигенный вид для Южной Европы от Испании до Румынии: Албания, Болгария, Босния и Герцеговина, Греция (включая Крит), Хорватия, Италия, Северная Македония, Черногория, Румыния (южн), Сербия. Вид был завезен во многие другие части света с умеренным климатом. Неофит в Северной, Центральной и Восточной Европе, на Азорских островах, Мадейре, в Аргентине, Японии, Новой Зеландии, США и Канаде.

## Этимология

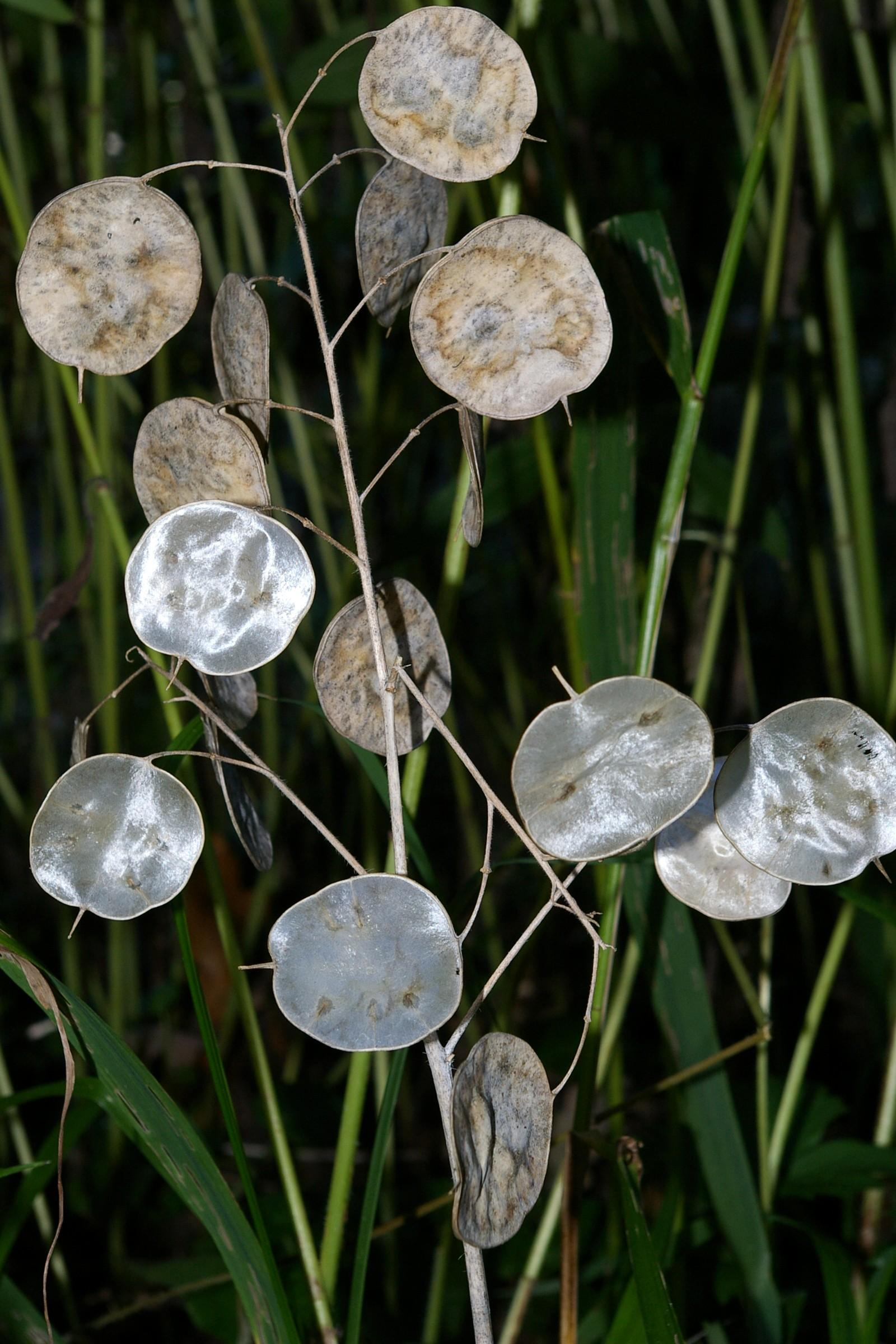
Созревшие стручки, некоторые с видимыми семенами, некоторые только с сохранившейся центральной мембраной

Латинское родовое название lunaria означает «лунообразный» и относится к форме и внешнему виду стручков растений.
Дополнительные обиходные английские названия включают: денежное растение, денежный лист, цветок пенни, серебряный доллар и деньги-в-обоих-карманах, китайские деньги или китайские монеты. Все эти названия отсылают к мембранам стручков, которые имеют вид серебристых монет. На французском языке они известны как monnaie du pape («папские деньги»), в Дании — как judaspenge, а в голландскоязычных странах как judaspenning (оба слова означают «монеты Иуды»), что является отсылкой к истории Иуды Искариота и тридцати сребреникам, которые ему заплатили за предательство Христа.

## Экология
Цветы пользуются популярностью у опылителей — бабочек и пчёл. Вид служит кормовым растением для гусениц бабочки Зорьки (Anthocharis cardamines).

## Классификация

### Таксономия[8]
Lunaria rediviva L., 1753, Sp. Pl. : 653
Лунник однолетний впервые был описан в 1753 году Карлом фон Линнеем в Species Plantarum, том 2, стр. 653. Линней знал только два вида этого рода: Lunaria rediviva и Lunaria annua. Он различал их по форме плодов и жизненным циклам, что выразил в самом названии вида. Тем не менее он пишет о Lunaria annua:

Она настолько похожа на предыдущий вид (имеется в виду Lunaria rediviva), что даже сейчас сомнительно, действительно ли они различны.
Оригинальный текст (лат.)Ita affinis praecedenti, ut etiamnum dubium utrum vere distincta— Species plantarum, стр. 653

Вид Лунник однолетний относится к роду Лунник (Lunaria) семейства Капустные (Brassicaceae) порядка Капустоцветные (Brassicales). Кладограмма в соответствии с Системой APG IV по состоянию на декабрь 2024 года:
|  |                                      |  |                                   |                                   |                     |  | ещё 16 семейств | ещё 16 семейств |                   |  |  |  | ещё Лунник оживающий и 8 видов, ожидающих подтверждения |
|  |                                      |  |                                   |                                   |                     |  | ещё 16 семейств | ещё 16 семейств |                   |  |  |  | ещё Лунник оживающий и 8 видов, ожидающих подтверждения |
|  |                                      |  |                                   | порядок Капустоцветные            |                     |  |                 |                 | род Лунник        |  |  |  |                                                         |
|  |                                      |  |                                   | порядок Капустоцветные            |                     |  |                 |                 | род Лунник        |  |  |  |                                                         |
|  | отдел Цветковые, или Покрытосеменные |  |                                   |                                   | семейство Капустные |  |                 |                 | Лунник однолетний |  |  |  |                                                         |
|  | отдел Цветковые, или Покрытосеменные |  |                                   |                                   | семейство Капустные |  |                 |                 |                   |  |  |  |                                                         |
|  |                                      |  | ещё 63 порядка цветковых растений | ещё 63 порядка цветковых растений |                     |  |                 | ещё 354 рода    | ещё 354 рода      |  |  |  |                                                         |
|  |                                      |  |                                   | ещё 63 порядка цветковых растений |                     |  |                 |                 | ещё 354 рода      |  |  |  |                                                         |

## Символизм

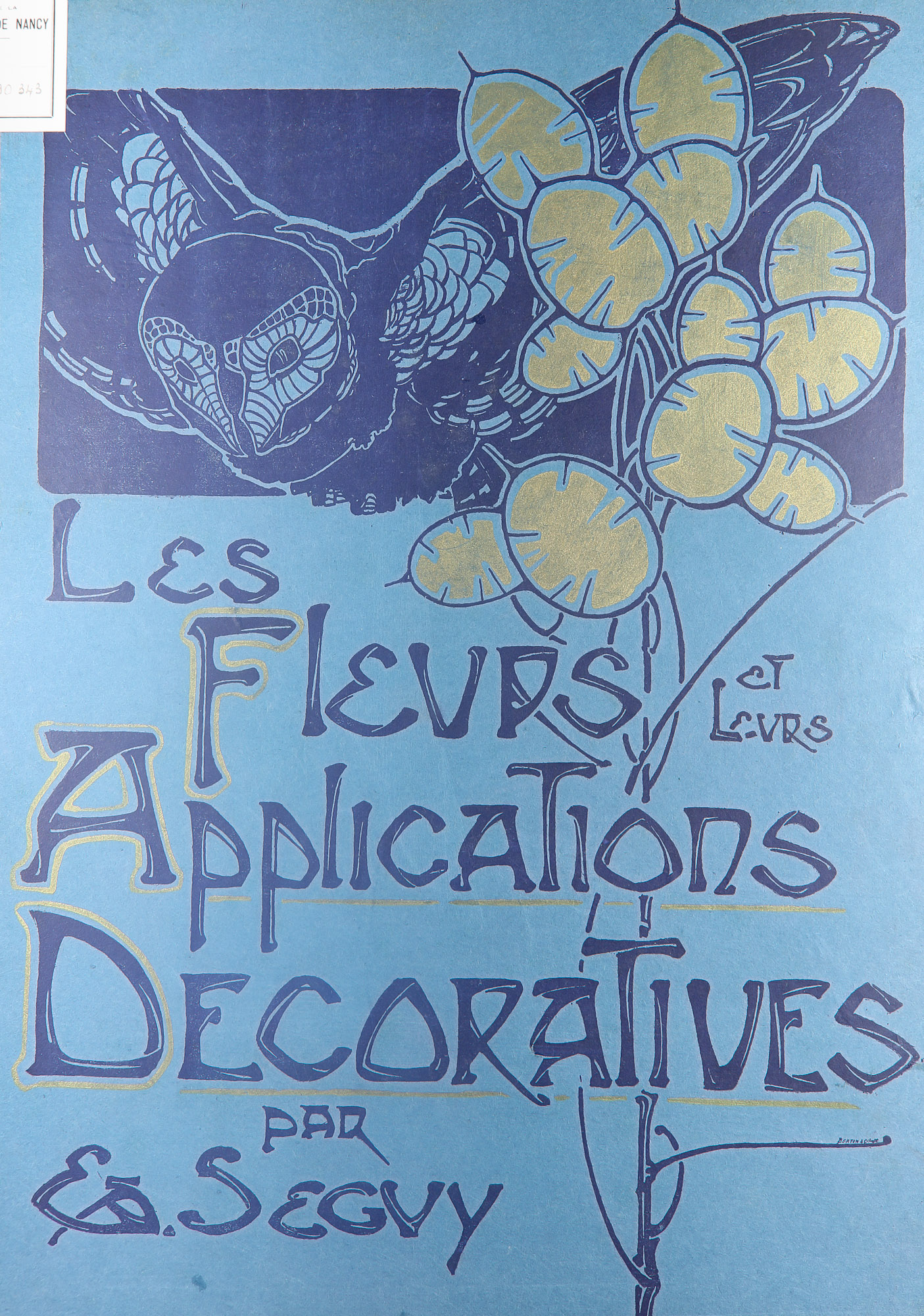
Обложка издания в стиле модерн с изображением лунника

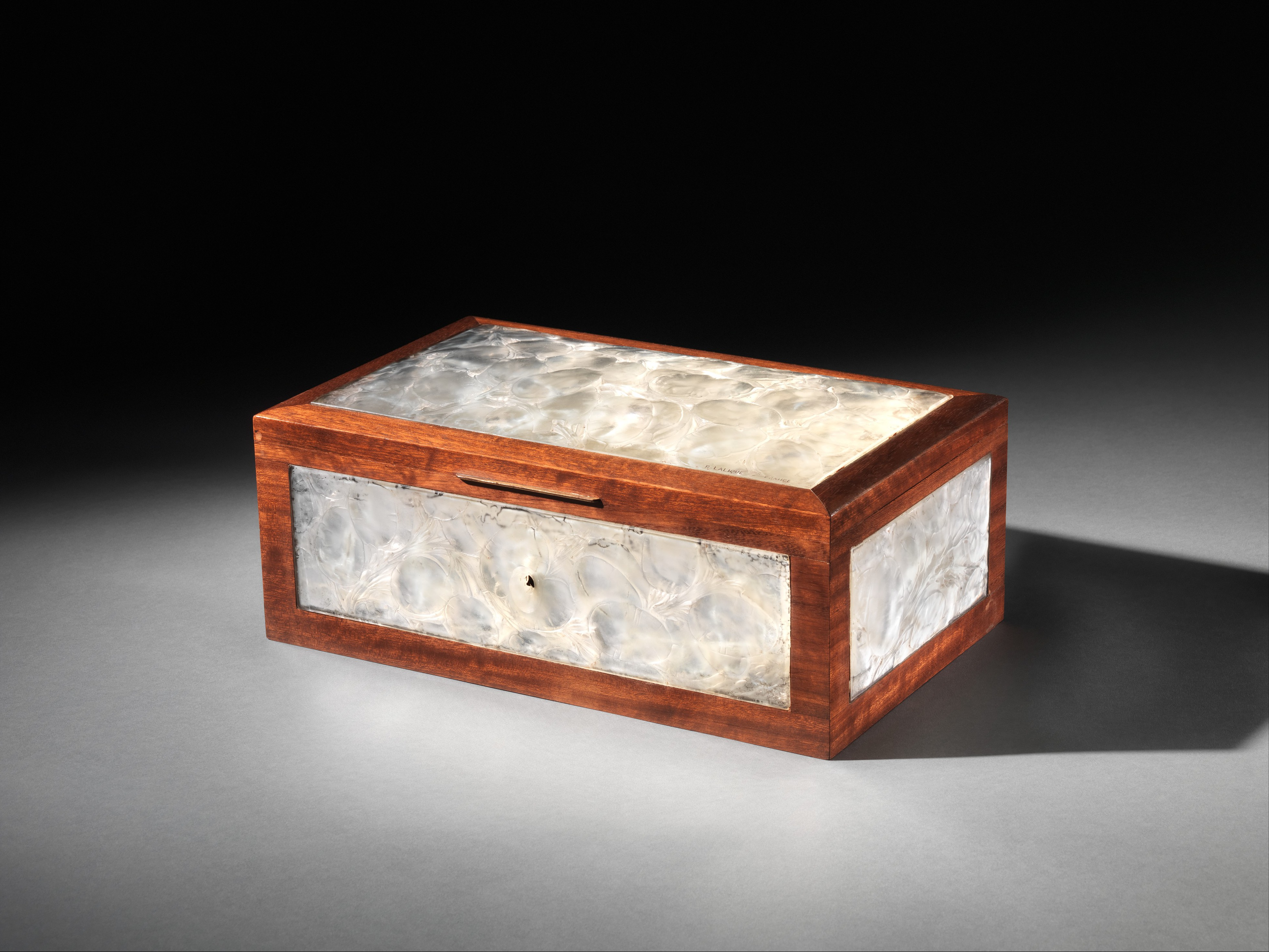
Шкатулка «Monnaie du pape» (Монеты Папы, обиходное название лунника однолетнего во Франции) авторства Рене Лалика с мотивом плодов лунника

На языке цветов это растение олицетворяет честность, деньги и искренность. В колдовстве растение считается защитным и отпугивает монстров. Растение также используется в заклинаниях на процветание: плоские стручки (когда спелые и серебристые) напоминают монеты и поэтому считаются символом обещаний богатства. В самом раннем сохранившемся рецепте летающей мази (записанном баварским врачом Иоганном Хартлибом около 1440 года) лунария указана как растительный ингредиент, астрологически соответствующий луне, и поэтому её следует собирать в лунный день понедельника.
Мотив с изображением плодов лунника был широко представлен в движении ар-нуво школы Нанси.

## Выращивание
Растение легко выращивать из семян, и оно имеет тенденцию к натурализации. Обычно его выращивают как двулетнее растение: сеют в один год, чтобы оно зацвело на следующий. Подходит для выращивания в полной или в ажурной тени, а также в саду с полевыми цветами. Побеги с цветами с сушеными плодами используют как срезку во флористике. Доступны многочисленные разновидности и сорта, среди которых L. annua var. albiflora с белыми цветками и пестролистный белый L. annua var. albiflora 'Alba Variegata' получили награду Королевского садоводческого общества за выдающиеся садовые качества .

## Галерея

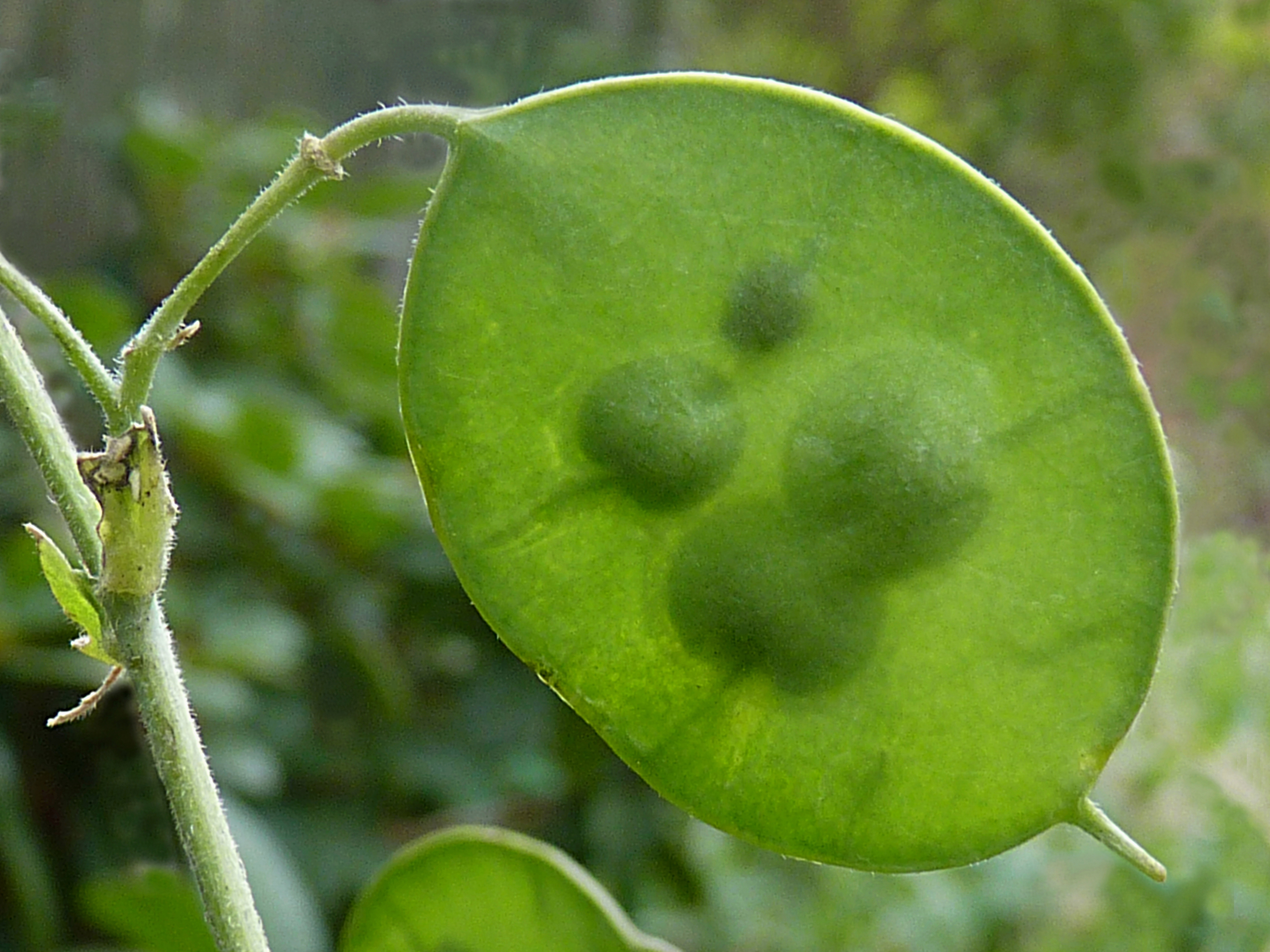
Незрелый стручок в июле
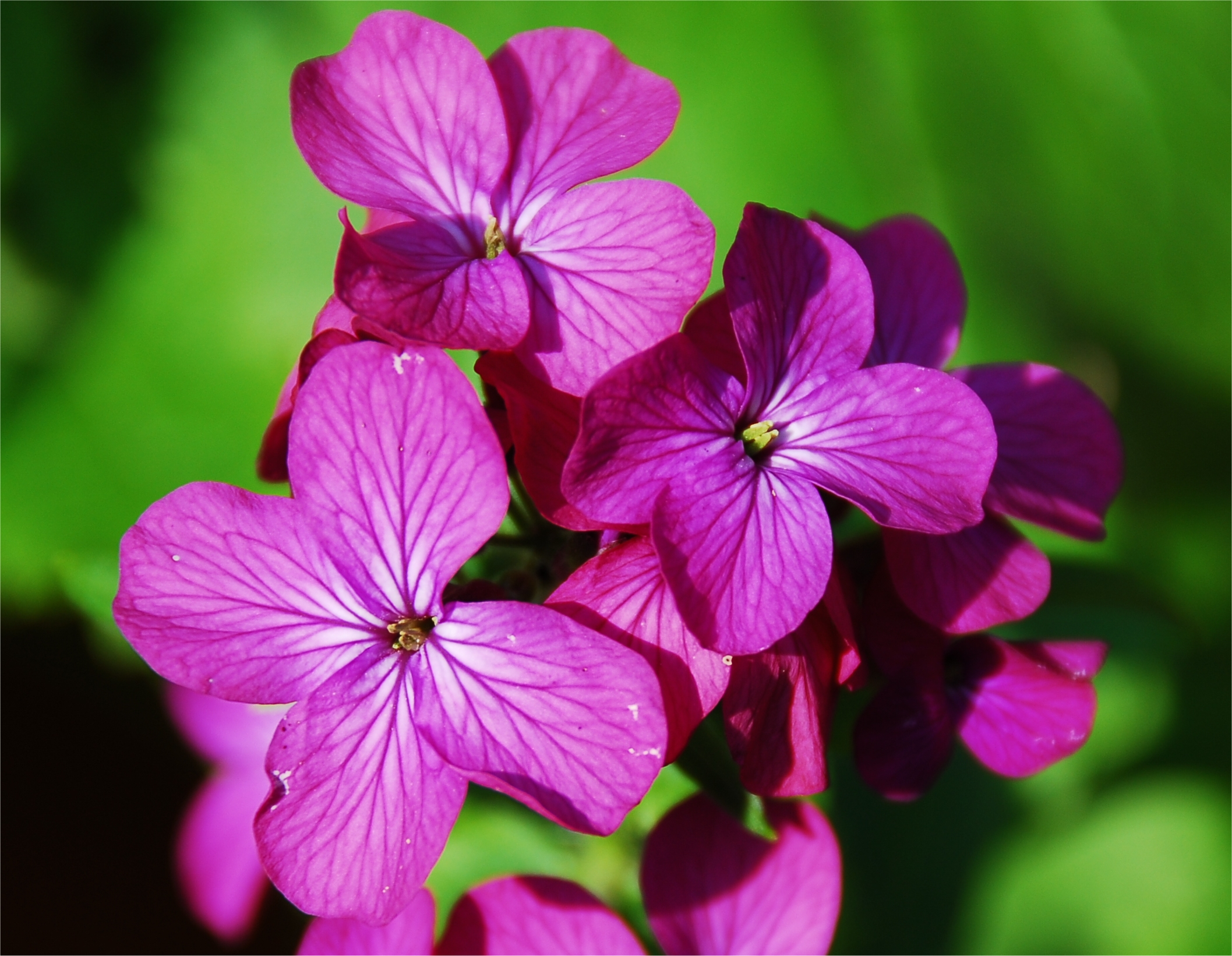
Фрагмент соцветия
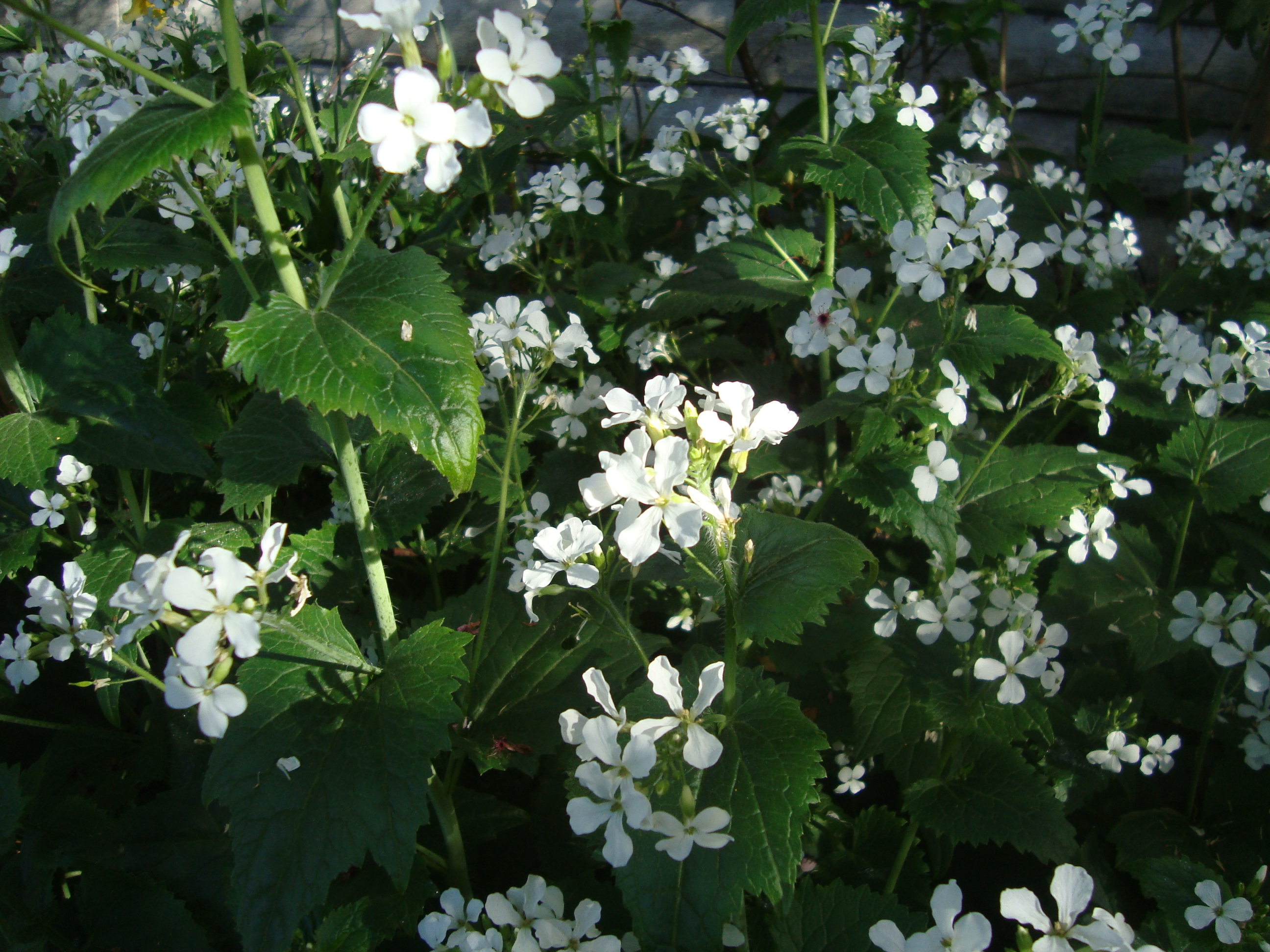
Форма с белыми цветками
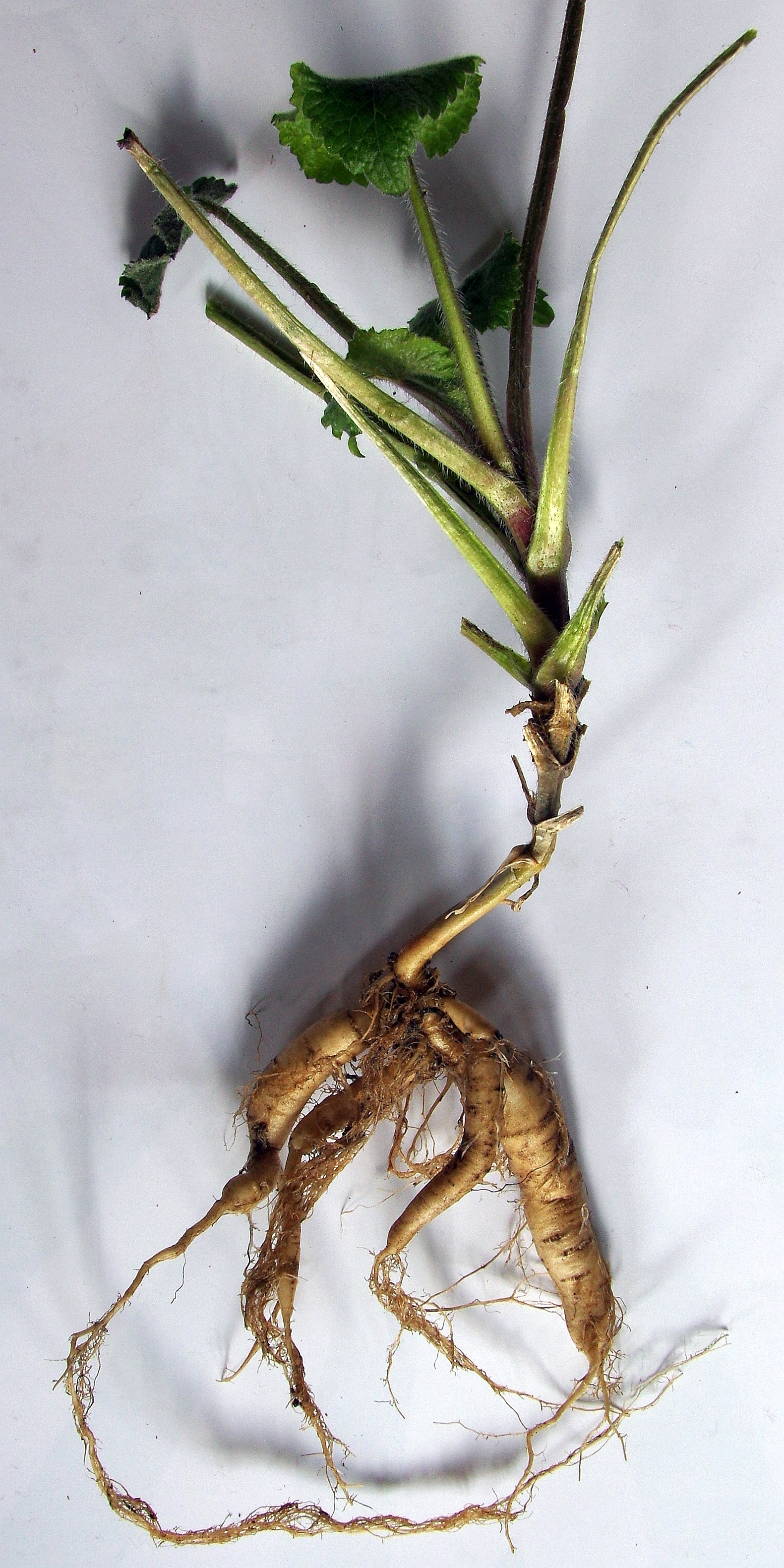
Корни для хранения в конце первого периода роста